# 狐妖小红娘王权篇
《狐妖小红娘王權篇》是一部待播出的中国大陆漫改剧。由成毅、李一桐領銜主演，郭俊辰、何瑞賢、常華森、張凱瑩、佟夢實、饒嘉迪等主演的古裝愛情奇幻電視劇。2023年10月8日官宣

，於2024年1月5日開機，2024年5月2日殺青。
該劇根據動漫《狐妖小紅娘》改編，講述了自幼被當作一氣盟斬妖除魔終極兵器培養的王權富貴，遇到了潛入王權山莊做間諜的蜘蛛精清瞳。清瞳的出現，越發激起富貴對妖怪看法的改變，也給富貴展示了更多外面的世界。富貴內心渴望自由、憧憬天下大同的信念被逐漸點燃，經歷萬劍穿心，帶著清瞳離開王權山莊，走上了自己所悟之道。

## 播放平台
| 頻道        | 所在地   | 日期   | 時間  | 備註                                      |
| 愛奇藝      | 中国大陆 | 2025年 | 18:00 | 会员 每日18:00更新2集 非会员 每日更新 1集 |
| IQIYI国际版 | 海外     | 2025年 | 18:00 | 会员 每日18:00更新2集 非会员 每日更新 1集 |

## 劇情簡介
王權富貴（成毅飾）是王權弘業和東方淮竹之子，是王權世家實力最強者。被家族作為道門兵人培養的王權富貴，生活沒有自由，而清瞳（李一桐飾）本來是毒娘子安排到王權家打聽情報的間諜，和王權富貴結識後，在富貴的幫助下恢復了自由。同時王權富貴內心渴望自由、憧憬天下大同的信念亦被逐漸點燃，經歷萬劍穿心，王權富貴帶著清瞳離開王權山莊，走上了自己所悟之道。

## 演員列表

### 領銜主演
| 演員   | 角色     | 介紹 | 配音 |
| 成毅   | 王權富貴 | 王權弘業和東方淮竹之子，東方月初表哥。 王權世家最強的道門兵人，為追尋自己的道，離開王權世家。 天下非妖之天下，非人之天下，乃是眾生之天下！ |      |
| 李一桐 | 清瞳     | 為蜘蛛精所化。 我还要去更多更多的地方，把外面的世界织给你看。                                                                              |      |

### 其他演员
| 演員   | 角色     | 介紹                                     | 配音 |
| 張智堯 | 王權弘業 | 王權富貴的父親。 參見：淮水竹亭§領銜主演 |      |
| 范明   | 費管家   | 王權山莊管家。                           |      |
| 郭俊辰 | 權無暮   |                                          |      |
| 何瑞賢 | 龍微雨   |                                          |      |
| 晏雲璟 | 風庭雲   |                                          |      |
| 常華森 | 梵雲飛   |                                          |      |
| 張凱瑩 | 厲雪揚   |                                          |      |
| 佟夢實 | 張琦     |                                          |      |
| 加奈那 | 卿離     |                                          |      |
| 譚凱   | 權景行   |                                          |      |
| 王弘毅 | 清澄     |                                          |      |
| 盧靖姍 | 音夫人   |                                          |      |
| 鄧孝慈 | 李慕海   |                                          |      |
| 海鈴   | 提燈女妖 |                                          |      |
| 饒嘉迪 | 雪妖     |                                          |      |